# Wenn Menschen reif zur Liebe werden
Wenn Menschen reif zur Liebe werden ist ein deutsches Stummfilmmelodram aus dem Jahr 1916 von und mit Fern Andra.

## Handlung
Die Tochter eines Fischers wird von dem angehenden Juristen Erwin verführt und anschließend im Stich und sitzengelassen. Über dieses Unglück zerbricht die Frau und stirbt wenig später. Zuvor hat sie eine Tochter zur Welt gebracht, die als Ziehkind von einer anderen Frau großgezogen wird. Dieses Mädchen blieb unstet, als Nächstes landet sie bei Fischern und entflieht auch von dort, bis es schließlich bei einer reichen Familie so etwas wie Heimat findet.
Robert, der Sohn des Hauses, beginnt eine Affäre mit ihr, die nicht ohne Folgen bleibt. Wie die Mutter so die Tochter – auch sie wird schwanger. Und auch sie entflieht dieser bürgerlichen Welt mit ihrem Kinde. Schließlich bringt die Frau, nach vielen Umwegen, ihr Kind zu seinem Vater: Robert. Irrtümlich wegen Kindsmordes verhaftet, landet sie ausgerechnet vor demjenigen Gericht, dem ihr Vater Erwin auf dem Höhepunkt seiner Karriere als Präsident vorsteht. Die vermeintliche Kindsmörderin wird zum Tode verurteilt. Es ist Robert, der schließlich in letzter Minute ihre Unschuld bezeugt.

## Produktionsnotizen
Der mit Jugendverbot belegte Film hat eine Länge von fünf Akten und wurde in Deutschland erstmals am 22. Dezember 1916 am U.T. Kurfürstendamm gezeigt. In Österreich, wo es bereits am 23. November 1916 eine Separatvorführung gegeben hatte, lief Wenn Menschen reif zur Liebe werden am 8. Dezember 1916 für das Massenpublikum an.
Die Außenaufnahmen entstanden im Rheinland.

## Kritik
In Paimann’s Filmlisten ist zu lesen: „Stoff und Szenerie sehr gut, Spiel ausgezeichnet, Photos teils trüb.“